# Phoma vasinfecta
Phoma vasinfecta är en lavart som beskrevs av Boerema, Gruyter & Kesteren 1994. Phoma vasinfecta ingår i släktet Phoma, ordningen Pleosporales, klassen Dothideomycetes, divisionen sporsäcksvampar och riket svampar.   Inga underarter finns listade i Catalogue of Life.